# Hardy Cavero
Hardy Fabián Cavero Vargas (Puerto Montt, Chile, 31 de mayo de 1996) es un futbolista profesional chileno que se desempeña como defensa central y actualmente milita en Deportes Santa Cruz de la Primera B de Chile

## Trayectoria

### Colo Colo (2012-2016)
Comenzó a jugar fútbol en el sector de Alerce, en Puerto Montt. En octubre de 2010, llegó a Colo-Colo a hacer una prueba, pero le dijeron que volviera en febrero de 2011. Una vez integrado al equipo, le tomó sólo seis meses llegar a la selección sub-17, jugando, además, en series mayores a su categoría.

#### Temporada 2012
Debutó profesionalmente en el primer equipo de Colo-Colo el 26 de septiembre de 2012, siendo titular y jugando 67' en el encuentro válido por la Fecha 1 de la Copa Chile 2012-13 contra Palestino y que terminaría en victoria 3-0 en favor del cuadro albo.

#### Temporada 2013/14
Su debut en torneo nacionales fue el 8 de diciembre de 2013 contra Ñublense en el Estadio Monumental por la última fecha del Torneo de Apertura 2013, ingresó en el minuto 57 por Luis Pavez, finalmente su equipo triunfaría por 2-0.
Durante el primer semestre de 2014, se coronó campeón del Torneo de Clausura. Si bien no vio acción durante el certamen, formó parte del plantel.

#### Temporada 2014/15
El 25 de mayo de 2014, ingresó al minuto 84 de partido en reemplazo de Sebastián Toro, en el triunfo colocolino por 2 a 1 sobre Rangers, válido por la Copa Chile 2014-15. Posteriormente, el día 1 de junio del mismo año, ingresó a los 89' de juego por Ariel Martínez, en el triunfo albo 2-1 sobre Palestino. Más tarde, el 5 de octubre, durante el Apertura 2014, ingresó al minuto 65 por Toro en el triunfo sobre Universidad de Concepción.
El 11 de enero de 2015, jugó su primer partido como titular por torneos nacionales, tras las bajas de Jean Beausejour y Luis Pavez, quien tuvo que disputar el Sudamericano Sub-20 en Uruguay, disputando, como lateral izquierdo, los 90' en la derrota de su equipo por 3-2 a manos de Deportes Iquique en Copiapó, encuentro válido por la Fecha 2 del Torneo de Clausura.

#### Temporada 2015/16
Para el segundo semestre de 2015 solo jugaría un partido de Copa Chile, el último encuentro de la fase grupal contra Ñublense los albos golerían por 5 a 0 y Cavero ingresaría al minuto catorce de partido por lesión de Modou Jadama. Finalmente su equipo sería subcampeón del certamen tras perder en penales contra su archirrival la Universidad de Chile.
Ya en el Torneo de Apertura 2015 y Clausura 2016 no vería acción en ninguno de los dos torneos, siendo solamente alternativa en dos encuentros. En el primer torneo sería campeón con los albos aunque de una mala forma tras suspenderse su duelo contra Santiago Wanderers por incidentes contra los "panzers" y la "Garra Blanca".

### San Marcos de Arica (2016)
Con la llegada de Pablo Guede a la dirección técnica de Colo-Colo, se vio en la necesidad de buscar nuevas oportunidades de jugar. De este modo, fue enviado a préstamo a San Marcos de Arica para afrontar la temporada 2016-17 de la Primera B de Chile. Rápidamente se consagró como titular, alcanzado gran regularidad, jugando 1069 minutos en 13 partidos, 12 de ellos como titular, y anotando su primer gol en el profesionalismo en sus primeros seis meses en el club.

### Regreso a Colo Colo (2017)
Sus buenas actuaciones en San Marcos de Arica hicieron que Pablo Guede, DT albo, solicitara su regreso al equipo para reforzar la zona defensiva de cara al Clausura 2017. Sin embargo, el jugador no vio acción durante dicho torneo. De hecho, sólo fue citado a cinco encuentros.
Misma situación se repitió durante el segundo semestre. Durante el Transición 2017, sólo entró en la nómina en la Fecha 1, ante Deportes Antofagasta, sin ingresar; mientras que en Copa Chile inició como titular el 30 de agosto en el duelo de ida por octavos de final ante Deportes Iberia, siendo expulsado a los 93' de juego por doble tarjeta amarilla, preso por la impotencia mandándole un empujón a Alexis Delgado, debido a la derrota del conjunto albo por 3 a 2. Luego de eso, no volvió siquiera a ser convocado, en parte por una rebelde lesión que lo aquejó.
A pesar de eso en su segunda estadía en Colo-Colo logró ganar el Torneo de Transición 2017 (Su 3er título de liga, curiosamente en ninguno disputó un minuto) y la Supercopa de Chile 2017, aunque sin ver acción en ninguno de los dos títulos.

### Deportes Antofagasta (2018)
Frente a este escenario, y con la ilusión de sumar minutos, es nuevamente cedido, esta vez a Deportes Antofagasta.  De este modo, el 23 de enero de 2018, el cuadro de la segunda región del país hizo oficial su incorporación al plantel, sumando, así, su sexto refuerzo de cara a la temporada 2018.

## Selección nacional

### Selección Sub-17
Formó parte de la Selección Chilena Sub-17 durante 2012, tras sus buenas actuaciones en las divisiones inferiores de Colo Colo, donde destacó incluso jugando en categorías mayores a la suya.

“La selección es un privilegio. Tanto allá como en Colo-Colo quiero dar lo mejor. Los jugadores estamos trabajando casi un mismo plantel, ya hay pocas llamadas, estamos formados y vamos bien. El Sudamericano va a ser bueno y me va a ayudar en mi formación. Para mí lo principal es estar jugando de titular en Colo-Colo, es lo que yo quiero, lo voy a intentar lograr. Cada cosa que me ayude, voy a hacer lo mejor posible. Todo paso a paso. Hay que seguir trabajando nomás”.

## Estadísticas
Actualizado al último partido disputado el 1 de febrero de 2020.
| Club                                                                         | Div.          | Temporada     | Liga  | Liga  | Copas Nacionales | Copas Nacionales | Torneos Internacionales | Torneos Internacionales | Total | Total |
| Club                                                                         | Div.          | Temporada     | Part. | Goles | Part.            | Goles            | Part.                   | Goles                   | Part. | Goles |
| ---------------------------------------------------------------------------- | ------------- | ------------- | ----- | ----- | ---------------- | ---------------- | ----------------------- | ----------------------- | ----- | ----- |
| Colo-Colo 'B' · Chile                                                        | 3.ª           | 2012          | 11    | 0     | —                | —                | —                       | —                       | 11    | 0     |
| Colo-Colo 'B' · Chile                                                        | 3.ª           | 2013          | 3     | 0     | —                | —                | —                       | —                       | 3     | 0     |
| Colo-Colo 'B' · Chile                                                        | 3.ª           | 2013-14       | 3     | 0     | —                | —                | —                       | —                       | 3     | 0     |
| Colo-Colo 'B' · Chile                                                        | Total club    | Total club    | 17    | 0     | 0                | 0                | 0                       | 0                       | 17    | 0     |
| Colo-Colo · Chile                                                            | 1.ª           | 2012          | —     | —     | 2                | 0                | —                       | —                       | 2     | 0     |
| Colo-Colo · Chile                                                            | 1.ª           | 2013          | 1     | 0     | 1                | 0                | —                       | —                       | 2     | 0     |
| Colo-Colo · Chile                                                            | 1.ª           | 2013-14       | —     | —     | —                | —                | —                       | —                       | 0     | 0     |
| Colo-Colo · Chile                                                            | 1.ª           | 2014-15       | 2     | 0     | 2                | 0                | —                       | —                       | 4     | 0     |
| Colo-Colo · Chile                                                            | 1.ª           | 2015-16       | —     | —     | 1                | 0                | —                       | —                       | 1     | 0     |
| Colo-Colo · Chile                                                            | 1.ª           | 2016-17       | —     | —     | —                | —                | —                       | —                       | 0     | 0     |
| Colo-Colo · Chile                                                            | 1.ª           | 2017          | —     | —     | 1                | 0                | —                       | —                       | 1     | 0     |
| Colo-Colo · Chile                                                            | Total club    | Total club    | 3     | 0     | 7                | 0                | 0                       | 0                       | 10    | 0     |
| San Marcos de Arica · Chile                                                  | 2.ª           | 2016          | 13    | 1     | —                | —                | —                       | —                       | 13    | 1     |
| San Marcos de Arica · Chile                                                  | Total club    | Total club    | 13    | 1     | 0                | 0                | 0                       | 0                       | 13    | 1     |
| Deportes Antofagasta · Chile                                                 | 1.ª           | 2018          | 1     | 0     | 2                | 0                | —                       | —                       | 3     | 0     |
| Deportes Antofagasta · Chile                                                 | 2.ª           | 2023          | 10    | 0     | 2                | 0                | —                       | —                       | 12    | 0     |
| Deportes Antofagasta · Chile                                                 | Total club    | Total club    | 11    | 0     | 4                | 0                | 0                       | 0                       | 15    | 0     |
| Barnechea · Chile                                                            | 2.ª           | 2019          | 23    | 0     | 5                | 0                | —                       | —                       | 28    | 0     |
| Barnechea · Chile                                                            | Total club    | Total club    | 23    | 0     | 5                | 0                | 0                       | 0                       | 28    | 0     |
| Universidad de Concepción · Chile                                            | 1.ª           | 2020          | 17    | 0     | —                | —                | —                       | —                       | 17    | 0     |
| Universidad de Concepción · Chile                                            | 2.ª           | 2021          | 23    | 0     | 1                | 0                | —                       | —                       | 24    | 0     |
| Universidad de Concepción · Chile                                            | 2.ª           | 2022          | 26    | 1     | 5                | 0                | —                       | —                       | 31    | 1     |
| Universidad de Concepción · Chile                                            | Total club    | Total club    | 66    | 1     | 6                | 0                | 0                       | 0                       | 72    | 1     |
| Total carrera                                                                | Total carrera | Total carrera | 132   | 2     | 22               | 0                | 0                       | 0                       | 154   | 2     |
| (1) Incluye datos de Copa Chile. (3) No incluye goles en partidos amistosos. |               |               |       |       |                  |                  |                         |                         |       |       |

## Palmarés

### Campeonatos nacionales
| Título             | Club      | País  | Año    |
| ------------------ | --------- | ----- | ------ |
| Primera División   | Colo-Colo | Chile | 2014-C |
| Primera División   | Colo-Colo | Chile | 2015-A |
| Supercopa de Chile | Colo-Colo | Chile | 2017   |
| Primera División   | Colo-Colo | Chile | 2017-T |